# Porte de Clignancourt (Métro Paris)
Der U-Bahnhof Porte de Clignancourt [pɔʁt(ə) də kliɲɑ̃kuʁ] ist eine unterirdische Station der Linie 4 der Pariser Métro und zugleich die nördliche Endstation dieser Linie.

## Lage
Die Station befindet sich im Quartier de Clignancourt des 18. Arrondissements von Paris. Sie liegt längs unter dem Boulevard Ornano südlich der Rue Belliard.

## Name
Namengebend ist die Porte de Clignancourt, ein ehemaliges Stadttor in der Thiers’schen Befestigungsmauer, deren Bau 1841 begonnen und die ab 1919 geschleift wurde. Das Tor trug den Namen des nahen Weilers Clignancourt, der 1860 nach Paris eingemeindet wurde. Dessen Name leitet sich eventuell von einem Landgut ab, das in gallorömischer Zeit Clinuricurtis hieß.

## Geschichte
Am 21. April 1908 wurde die Station in Betrieb genommen, als der erste Abschnitt der Linie 4 von Porte de Clignancourt bis Châtelet eröffnet wurde. Sie war ursprünglich 75 m lang, Mitte der 1960er Jahre wurde sie auf 90 m verlängert.
Unmittelbar nördlich der Station unterquert der Tunnel die heute stillgelegten Gleise der Petite Ceinture, dort befand sich damals deren Station „Boulevard Ornano“. Gleich darauf wurde die Befestigungsmauer unterfahren, die Wende- und Abstellanlage lag bereits jenseits der Stadtbefestigung. An deren Stelle verlaufen heute die Boulevards des Maréchaux.

## Beschreibung

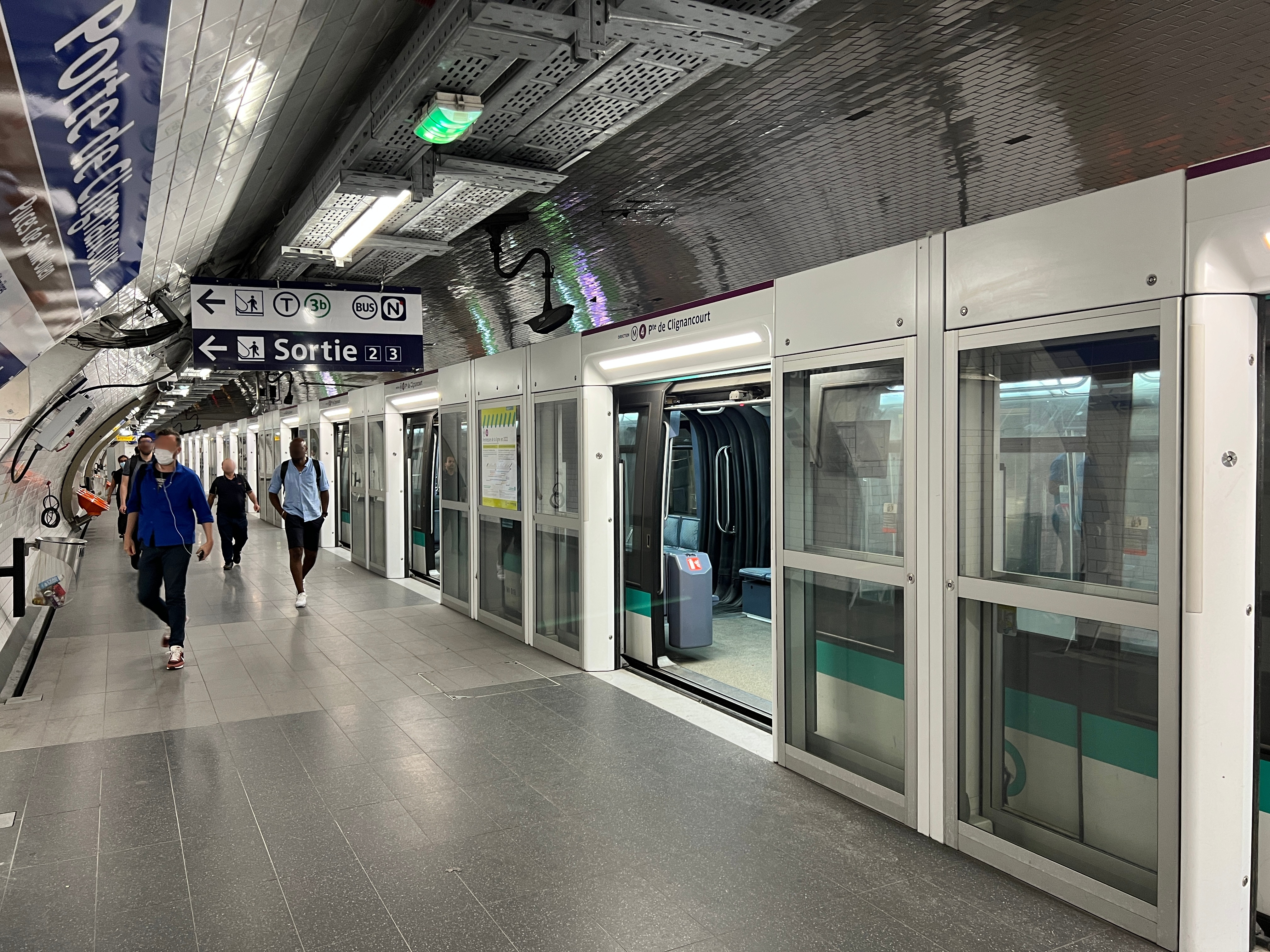
Bahnsteig mit Zug hinter Bahnsteigtüren

Unter einem elliptischen, weiß gefliesten Deckengewölbe mit gekrümmten Seitenwänden weist die Station Seitenbahnsteige an zwei parallelen Streckengleisen auf. Für den Betrieb mit fahrerlosen Zügen erhielten die Bahnsteige im Jahr 2020 Bahnsteigtüren.
Die drei Zugänge führen vom Boulevard Ornano in das nördliche Stationsende. Zwei davon sind durch in den 1950er Jahren eingeführte Masten markiert, die ein gelbes „M“ in einem Doppelring tragen.
Nordwestlich der Station liegt ein einfacher Gleiswechsel, dann folgt eine eingleisige Wendeschleife, die sich wiederum innerhalb einer größeren Schleife mit drei Abstellgleisen befindet. Von deren Anfang geht ein Gleis zur nahen Betriebswerkstatt Ateliers de Saint-Ouen ab.

## Fahrzeuge
Auf der Linie 4 verkehrten bis 1928 5-Wagen-Züge aus zunächst drei zweimotorigen, später zwei viermotorigen Triebwagen und Beiwagen. Sie wurden durch Sprague-Thomson-Züge abgelöst, die in den Jahren 1966/67 sukzessive durch gummibereifte 6-Wagen-Züge der Baureihe MP 59 ersetzt wurden. Seit 2011 ist auf der Linie 4 die Baureihe MP 89 CC im Einsatz. Die Umstellung auf fahrerlose Züge der Baureihen MP 89 CA, MP 05 und MP 14 hat am 12. September 2022 begonnen und soll bis Ende 2023 abgeschlossen sein.

## Umgebung

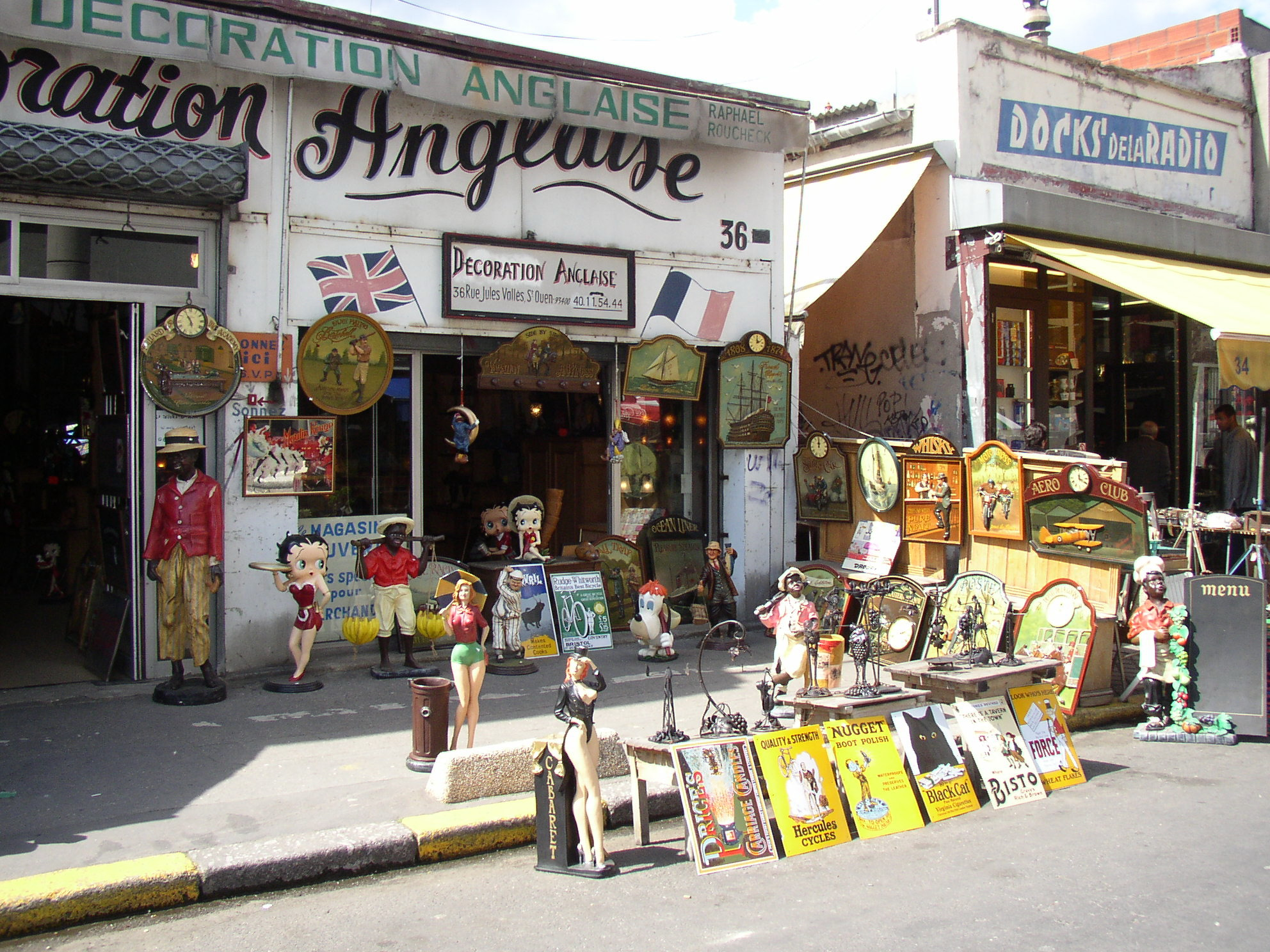
In den Straßen des Flohmarkts dominieren feste Gebäude

- Der permanente Flohmarkt mit festen Gebäuden und Ständen Marché aux puces de Saint-Ouen gilt als weltweit größter Antiquitäten- und Trödelmarkt, er verzeichnet an die fünf Millionen Besucher pro Jahr
- Der 1860 eröffnete Friedhof Cimetière parisien de Saint-Ouen gehört zu den großen Pariser Friedhöfen, liegt aber außerhalb des Stadtgebiets